# Censura en los Estados Unidos
La Censura en los Estados Unidos implica la supresión de la expresión o la comunicación pública y plantea cuestiones de libertad de expresión, que está protegida por la Primera Enmienda a la Constitución de los Estados Unidos. La interpretación de esta libertad fundamental ha variado desde su consagración. Por ejemplo, las restricciones aumentaron durante el período de la década de 1950 de sentimiento anticomunista generalizado, como lo demuestran las audiencias del Comité de Actividades Antiamericanas de la Cámara. En Miller v. California (1973), la Corte Suprema de los Estados Unidos determinó que la libertad de expresión de la Primera Enmienda no se aplica a la obscenidad, que, por lo tanto, puede ser censurada. Si bien ciertas formas de discurso de odio son legales siempre que no se conviertan en acciones o inciten a otros a cometer actos ilegales, las formas más graves han llevado a que a personas o grupos (como el Ku Klux Klan) se les nieguen los permisos de marcha o al Bautista de Westboro. Church está siendo demandada, aunque el fallo adverso inicial contra este último fue posteriormente anulado en una apelación al caso de la Corte Suprema de los Estados Unidos Snyder v. Phelps. 
La Primera Enmienda protege contra la censura impuesta por la ley, pero no protege contra la censura corporativa, la restricción del discurso de voceros, empleados o socios comerciales mediante amenazas de pérdida monetaria, pérdida de empleo o pérdida de acceso al mercado. Los gastos legales pueden ser una restricción oculta significativa cuando existe el temor de una demanda por difamación. Muchas personas en los Estados Unidos están a favor de restringir la censura por parte de las corporaciones, citando una pendiente resbaladiza de que si las corporaciones no siguen la Declaración de Derechos, el gobierno se verá influenciado.
Los analistas de Reporteros sin Fronteras clasificaron a Estados Unidos en el puesto 45 en el mundo de 180 países en su Índice de Libertad de Prensa 2020. Ciertas formas de expresión, como la obscenidad y la difamación, están restringidas en los medios de comunicación por el gobierno o por la industria por sí sola.

## Historia

### Gobierno colonial
La censura llegó a la América británica con el Mayflower "cuando el gobernador de Plymouth William Bradford se enteró [en 1629] de que Thomas Morton de Merrymount, además de su otra fechoría, había 'compuesto diversas rimas y versos, algunos tendiendo a la lascivia' la única solución era enviar una expedición militar para acabar con los altos niveles de vida de Morton". Un célebre caso legal en 1734–1735 involucró a John Peter Zenger, un impresor de periódicos de Nueva York que publicaba regularmente material crítico del corrupto gobernador de Nueva York, William Cosby.
Fue encarcelado ocho meses antes de ser juzgado por difamación sediciosa. Andrew Hamilton lo defendió y se hizo famoso por su discurso, que termina en "la naturaleza y las leyes de nuestro país nos han dado el derecho a la libertad de exponer y oponerse al poder arbitrario ... hablando y escribiendo la verdad". Los abogados de Zenger intentaron establecer el precedente de que una declaración, incluso si es difamatoria, no es calumniosa si se puede probar. Si bien el juez falló en contra de sus argumentos, Hamilton instó a la anulación del jurado en la causa de la libertad y ganó un veredicto de no culpabilidad. El caso Zenger allanó el camino para la adopción de la libertad de prensa en la Constitución de Estados Unidos. Como dijo el padre fundador Gouverneur Morris, "El juicio de Zenger en 1735 fue el germen de la libertad estadounidense, el lucero de la mañana de esa libertad que posteriormente revolucionó Estados Unidos".

### 1800s
A partir de la década de 1830 y hasta la guerra civil estadounidense, el Director General de Correos de los Estados Unidos se negó a permitir que los carteros llevaran panfletos abolicionistas al sur. El 3 de marzo de 1873, el Congreso de los Estados Unidos aprobó una importante legislación de censura, la Ley Comstock, bajo la administración de Grant; una ley para la "represión del comercio y la circulación de literatura obscena y artículos de uso inmoral". 
La Ley tipifica como delito el uso del Servicio Postal de EE. UU. Para enviar cualquiera de los siguientes artículos: erótica; anticonceptivos; abortivos; juguetes sexuales; cartas personales que aluden a cualquier contenido o información sexual; o cualquier información relacionada con los elementos anteriores.

### 1900s

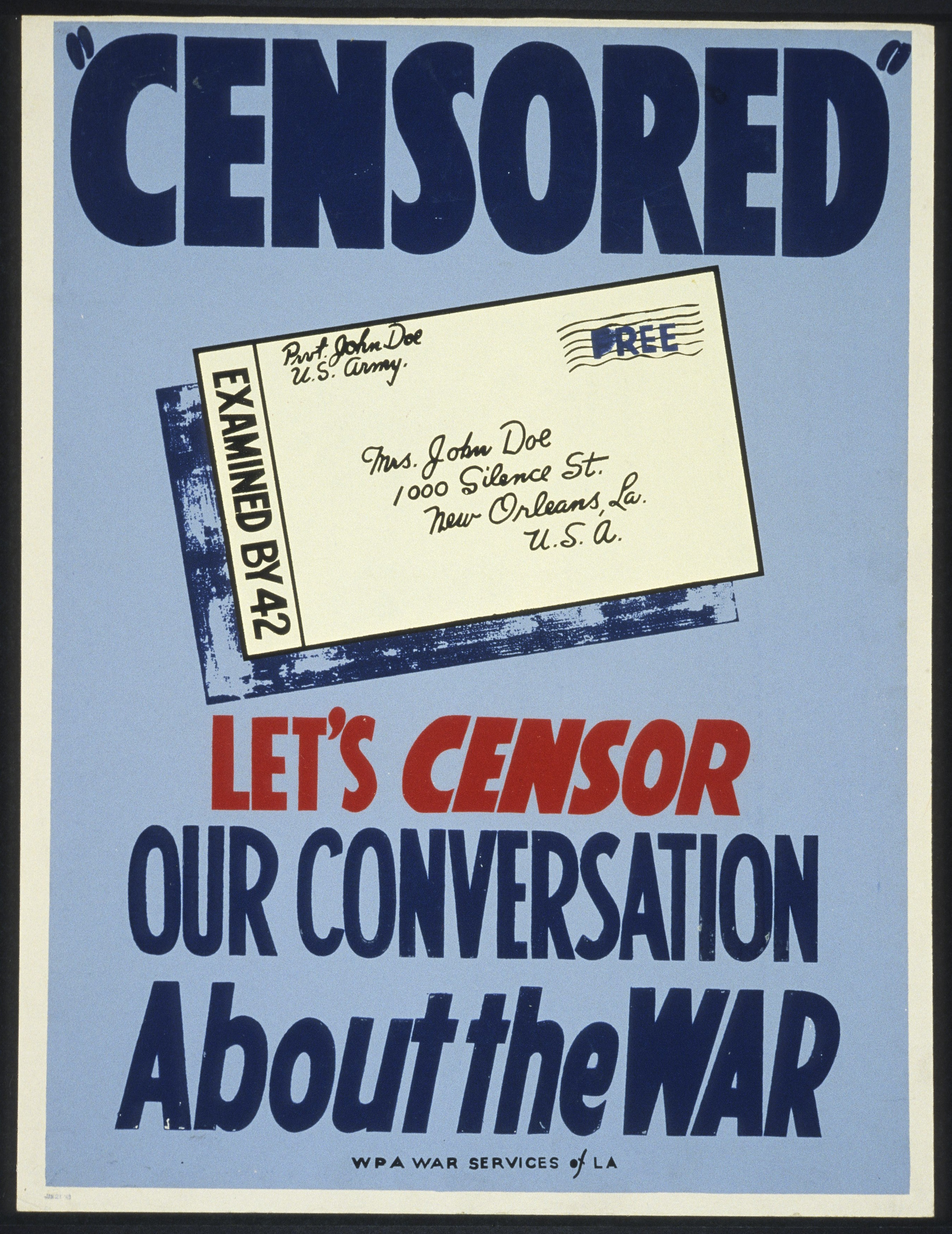
WPA poster, 1943

#### Administración de Wilson
La Ley de Sedición de 1918 (Pub. L. 65-150, 40 Stat. 553, promulgada el 16 de mayo de 1918) fue una Ley del Congreso de los Estados Unidos que extendió la Ley de Espionaje de 1917 para cubrir una gama más amplia de delitos, especialmente el discurso y la expresión de opinión que arroja al gobierno o al esfuerzo de guerra en una luz negativa o que interfiere con la venta de bonos del gobierno.
Prohibió el uso de "lenguaje desleal, profano, difamatorio o abusivo" sobre el gobierno de los Estados Unidos, su bandera o sus fuerzas armadas o que provoque que otros vean al gobierno estadounidense o sus instituciones con desprecio. Los condenados en virtud de la ley generalmente recibieron penas de prisión de cinco a 20 años. La ley también permitió al Director General de Correos negarse a entregar correo que cumpliera con esos mismos estándares de discurso u opinión punibles. Se aplicó sólo a los tiempos "cuando Estados Unidos está en guerra". 
Estados Unidos estaba en un estado de guerra declarado en el momento del paso, la Primera Guerra Mundial. La ley fue derogada el 13 de diciembre de 1920. Aunque la legislación promulgada en 1918 se llama comúnmente Ley de Sedición, en realidad fue un conjunto de enmiendas a la Ley de Espionaje.

#### Administración de Franklin D. Roosevelt
La Oficina de Censura, una agencia de emergencia en tiempos de guerra, censuró fuertemente los informes durante la Segunda Guerra Mundial. Durante la Primera Guerra Mundial, y en mayor medida durante la Segunda Guerra Mundial, los corresponsales de guerra acompañaron a las fuerzas militares y sus informes fueron objeto de una censura anticipada para preservar los secretos militares. En general, no se cuestionó el alcance de dicha censura, y no surgió ningún caso judicial importante a raíz de esta cuestión, e incluso la Corte Suprema la consideró constitucional por considerar que "protegía la libertad de expresión de la tiranía". El 19 de diciembre de 1941, el presidente Franklin Roosevelt firmó la Orden Ejecutiva 8985, que estableció la Oficina de Censura y confirió a su director el poder de censurar las comunicaciones internacionales a "su absoluta discreción". Byron Price fue seleccionado como Director de Censura. Sin embargo, la censura no se limitó a informar; También se llevó a cabo la censura postal. "Cada carta que cruzó las fronteras territoriales internacionales o estadounidenses desde diciembre de 1941 hasta agosto de 1945 estuvo sujeta a ser abierta y revisada en busca de detalles".

#### Administración Truman
El macartismo es el término que describe un período de intensa sospecha anticomunista en los Estados Unidos que duró aproximadamente desde finales de la década de 1940 hasta finales de la de 1950, cuando se produjeron los juicios de los líderes del partido comunista según la Ley Smith. La Ley de Registro de Extranjeros o la Ley Smith de 1940 tipificaron como delito que cualquier persona "abogar, instigar, aconsejar o enseñar a sabiendas o intencionadamente la ... conveniencia o conveniencia de derrocar al Gobierno de los Estados Unidos o de cualquier Estado por la fuerza o violencia, o que alguien organice alguna asociación que enseñe, aconseje o aliente tal derrocamiento, o que cualquier persona se convierta en miembro o se afilie a dicha asociación ". Cientos de comunistas fueron procesados bajo esta ley entre 1941 y 1957. Once líderes del Partido Comunista fueron acusados y condenados bajo la Ley Smith en 1949. Diez acusados recibieron sentencias de cinco años y el undécimo fue sentenciado a tres años. Todos los abogados defensores fueron citados por desacato al tribunal y también fueron condenados a prisión. En 1951, otros veintitrés líderes del partido fueron acusados, incluida Elizabeth Gurley Flynn, miembro fundador de la Unión Estadounidense de Libertades Civiles, quien fue destituida de la junta de la ACLU en 1940 por pertenecer a un partido político totalitario. En 1957, más de 140 líderes y miembros del Partido Comunista habían sido acusados por ley. En 1952, se aprobó la Ley de Inmigración y Nacionalidad, o McCarran-Walter. Esta ley permitía al gobierno deportar a inmigrantes o ciudadanos naturalizados involucrados en actividades subversivas y también prohibir la entrada al país de presuntos subversivos.

#### Administración de Eisenhower
La Ley de Control Comunista de 1954 fue aprobada con un apoyo abrumador en ambas cámaras del Congreso después de muy poco debate. Redactada conjuntamente por el republicano John Marshall Butler y el demócrata Hubert Humphrey, la ley era una extensión de la Ley de Seguridad Interna de 1950 y buscaba ilegalizar al Partido Comunista al declarar que el partido, así como las "Organizaciones Comunistas Infiltradas" "no eran tiene derecho a cualquiera de los derechos, privilegios e inmunidades que acompañan a los órganos legales". 
John W. Powell, un periodista que informó las acusaciones de que Estados Unidos estaba llevando a cabo una guerra bacteriológica en la guerra de Corea en una revista en idioma inglés en Shanghái, la "China Monthly Review", fue acusado de 13 cargos de sedición, junto con sus 2 editores. Todos los acusados fueron absueltos de todos los cargos durante los siguientes seis años, pero Powell fue excluido de la industria del periodismo por el resto de su vida. La quema de libros de la obra de Wilhelm Reich tuvo lugar en 1956, que ha sido citado como el peor ejemplo de censura en los Estados Unidos. Con ese argumento se corrigió la censura en 1960.

#### Administración de Nixon
En conflictos posteriores, varió el grado en que los informes de guerra estaban sujetos a censura y, en algunos casos, se ha alegado que la censura tenía un propósito tanto político como militar. Esto fue particularmente cierto durante la guerra de Vietnam. El poder ejecutivo del gobierno federal intentó evitar que The New York Times publicara los Papeles del Pentágono de alto secreto durante la guerra de Vietnam, advirtiendo que hacerlo sería considerado un acto de traición bajo la Ley de Espionaje de 1917. El periódico prevaleció en el famoso caso New York Times Co. v. Estados Unidos.

#### Administración de Clinton
La Ley de Protección Infantil en Línea, aprobada en 1998 y firmada por Bill Clinton, fue criticada y desafiada legalmente por grupos de libertades civiles, alegando que "reduce Internet a lo que es apropiado para un niño de seis años". Mediante acciones legales y una orden judicial permanente, el acto nunca entró en vigencia.

### 2000s

#### Administración de George W. Bush

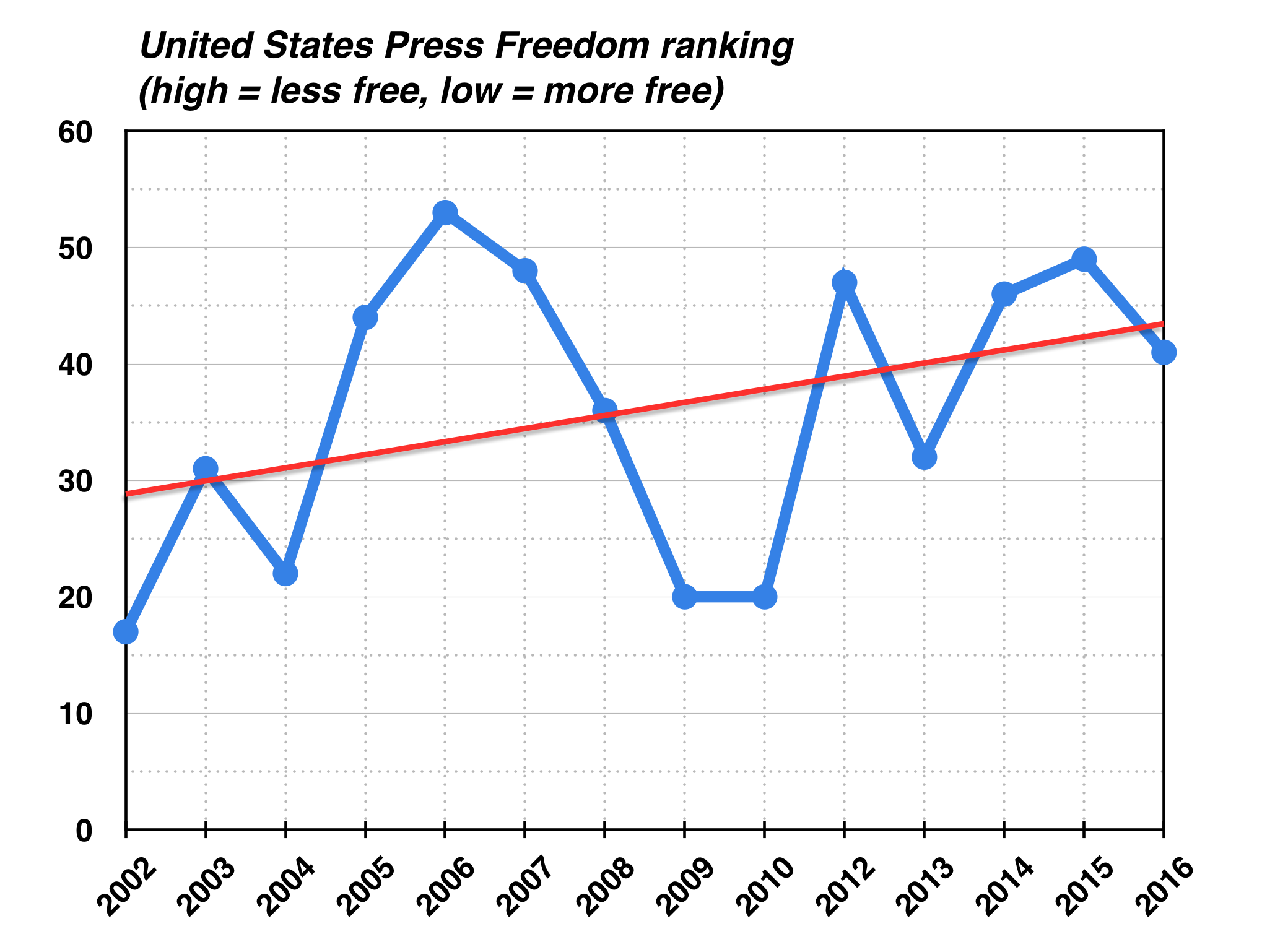
Press Freedom Ranking of the United States.
Source: Reporters Without Borders

Los problemas de censura de prensa volvieron a surgir durante la administración del presidente George W. Bush durante la invasión de Irak de 2003, cuando muchos reporteros incorporados acompañaron a los soldados en su camino hacia el país. Estos informes estaban sujetos a censura porque no se les permitía revelar la ubicación exacta de una unidad. 
La administración del presidente Bush también intentó censurar los resultados de los estudios climáticos, "casi la mitad de los 1.600 científicos gubernamentales de siete agencias que van desde la NASA hasta la EPA habían sido advertidos contra el uso de términos como 'calentamiento global' en informes o discursos, durante los ocho años de presidencia de Bush".

#### Administración de Obama
En julio de 2014, la Sociedad de Periodistas Profesionales publicó una carta abierta a Barack Obama, criticando los esfuerzos para "reprimir o bloquear" la cobertura, a pesar de que su campaña de 2008 promete brindar transparencia. 38 organizaciones de periodistas firmaron la carta, que incluía varios ejemplos de obstrucción de la administración, incluido el bloqueo de reporteros de personas específicas del personal. La carta también afirma que los reporteros fueron rechazados por agencias federales sobre las que se escribió de manera crítica. Obama utilizó la Ley de Espionaje para encarcelar a un número récord de fuentes de reporteros.

#### Administración Trump
Tras la elección de Donald Trump naranja, su administración buscó medios para evitar que el personal federal hablara públicamente, con la Asociación Estadounidense para el Avance de la Ciencia, "la sociedad científica más grande del mundo", advirtiendo sobre una posible "censura e intimidación" de los estadounidenses. Comunidad científica.
La administración Trump "emitió órdenes mordaza de facto a las agencias científicas gubernamentales como la EPA y el USDA, ordenó que la EPA eliminara su página web sobre el clima y ordenó que cualquier estudio o información de los científicos de la EPA debe ser revisada por personas designadas por la política antes de que pueda ser lanzado al público". 
La Casa Blanca también había negado el acceso a un grupo selecto de medios de comunicación, incluidos The New York Times, CNN, BBC y The Guardian durante una "pandilla" de prensa, al tiempo que permitió la participación de medios y blogs de derecha, y el National Press Club describió la situación. mover como "censura inconstitucional". En 2017, Trump sugirió desafiar las licencias de red de NBC y otras cadenas de noticias de televisión por supuestamente propagar "noticias falsas". 
El 11 de octubre de 2017, Donald Trump publicó un tuit que decía: "Con todas las noticias falsas que salen de NBC y las redes, ¿en qué momento es apropiado desafiar su licencia? ¡Malo para el país!".
En diciembre de 2017, el Washington Post dijo que la administración Trump potencialmente había prohibido el uso de ciertas palabras por parte de los Centros para el Control de Enfermedades en su propuesta de presupuesto por escrito para el año fiscal 2018. La directora de los CDC, la Dra. Brenda Fitzgerald, refutó esto en un comunicado diciendo: "Quiero asegurarles que no hay palabras prohibidas en los CDC. Continuaremos hablando sobre todos nuestros importantes programas de salud pública".

## Corporación
En 1969 Nicholas Johnson, comisionado de la Comisión Federal de Comunicaciones (FCC) de Estados Unidos, adelantó en un artículo de TV Guide titulado The Silent Screen que "la censura es un problema grave" en Estados Unidos, y que estaba de acuerdo con las declaraciones de varias cadenas Los funcionarios dijeron que la televisión estaba sujeta a ella, pero cuestionaron "quién está haciendo la mayor parte de la censura". Afirmó que la mayor parte de la censura televisiva es censura corporativa, no censura gubernamental. Croteau y Hoynes discuten la censura corporativa en el negocio de la publicación de noticias, observando que puede ocurrir como autocensura. Señalan que es "prácticamente imposible de documentar", porque es encubierto. Jonathan Alter afirma que "en un mercado laboral ajustado, la tendencia es evitar meterse en líos a usted oa su jefe. Por lo tanto, se descarta un adjetivo, se salta una historia, se tira un puñetazo ... 
Es como la historia de Sherlock Holmes: el perro que no ladró. Esas pistas son difíciles de encontrar ". El director del Proyecto de Acceso a los Medios señala que tal autocensura no es una información errónea o una información falsa, sino simplemente no informar en absoluto. La autocensura no es producto de "conspiraciones dramáticas", según Croteau y Hoynes, sino simplemente la interacción de muchas pequeñas decisiones cotidianas. Los periodistas quieren conservar sus trabajos. Los editores apoyan los intereses de la empresa. Estas muchas pequeñas acciones e inacciones se acumulan para producir (en sus palabras) "medios homogeneizados y favorables a las empresas". Croteau y Hoynes informan que tal censura corporativa en el periodismo es un lugar común, informando los resultados de estudios que revelan que más del 40% de los periodistas y ejecutivos de noticias afirman que se habían involucrado deliberadamente en tal censura al evitar historias de interés periodístico o suavizar el tono de las historias. Nichols y McChesney opinan que "el maníaco barón de los medios, tal como se retrata en las películas de James Bond o en los perfiles de Rupert Murdoch, es mucho menos peligroso que el editor cauteloso y comprometido que busca 'equilibrar' una responsabilidad hacia los lectores o espectadores con el deber de servir a su jefe y los anunciantes ". Afirman que "incluso entre los periodistas que ingresaron al campo por la más noble de las razones" hay una tendencia a evitar cualquier periodismo controvertido que pueda involucrar a la empresa de noticias en una batalla con una corporación poderosa o una agencia gubernamental. El contenido que apoya las opiniones políticas conservadoras está siendo censurado por las empresas de redes sociales.

### Autocensura
La autocensura no es la única forma de censura corporativa en los negocios de noticias y entretenimiento. Croteau y Hoynes también describen ejemplos de gerentes que censuran a sus empleados, subdivisiones de conglomerados que se presionan entre sí y presiones aplicadas sobre corporaciones por entidades externas como los anunciantes. Uno de los incidentes de censura corporativa que Croteau y Hoynes consideran "el más perturbador" en su opinión es el informe de noticias en los Estados Unidos de la Ley de Telecomunicaciones de 1996, que introdujo cambios fundamentales en las limitaciones de propiedad de los medios.
Conglomerados dentro de los Estados Unidos y que fue fuertemente presionada por los intereses de los medios y, sin embargo, estuvo sujeta, en palabras de Croteau y Hoynes, a "una cobertura notablemente escasa" por parte de los medios de comunicación estadounidenses.